# Новая почта
«Но́вая по́чта» (укр. Нова пошта) — украинская компания, оказывающая услуги экспресс-доставки документов, грузов и посылок.

## История
Компания основана в 2001 году в Полтаве. Основными учредителями стали Вячеслав Климов и Владимир Поперешнюк, а также миноритарный соучредитель Инна Поперешнюк. Стартовый капитал составлял 7000 дол. США.
В 2018 году компания доставила по Украине более 174 млн отправлений. В 2018 компанией уплачено 1 615,6 млн грн налогов, это 4-е место среди налогоплательщиков транспортной отрасли Украины.
К концу 2019 году сеть «Новая почта» включает более 6000 отделений, сортировочных терминалов в Киеве, Хмельницком и Львове, рассчитанных на обработку от 14 до 20 тыс. посылок в час.
По итогам 2019 года «Новая почта» уплатила более 2,7 млрд грн налогов и заняла 27 место в списке топ-100 крупнейших компаний Украины по сумме уплаты налоговых платежей

## В мире
В 2018 году лидер украинского рынка экспресс-доставки «Новая почта» начала международную экспансию и вышла на рынок Молдовы. Сегодня она будет входить в ТОП-3 популярнейших логистических компаний в этой стране.
В мае 2022 года Новая почта приняла решение выйти на рынок крупнейших европейских стран под брендом Nova Post. Открыла первое отделение в Польше. Клиенты Nova Post могут отправлять и получать посылки через 20 000 почтоматов компании InPost по всей территории страны.
В 2023 году была создана компания Nova Post Europe, которая обеспечивает быструю и надежную доставку документов, посылок и грузов между европейскими странами и Украиной. Компания расширила свое присутствие в Европе и открыла свои представительства в 11 странах: Молдова, Польша, Литва, Чехия, Румыния, Германия, Словакия, Эстония, Латвия, Венгрия, Италия.
В начале 2024 года в Европе работает 86 отделений Nova Post, курьерская доставка и забор отправлений по любому адресу в этих странах, а также 35 000 точек сервиса — это партнерские почтоматы и PUDO, в которых можно получить и отправить посылки Nova Post.

## Услуги
В группу «Новая почта», кроме ООО «Нова пошта» входят другие украинские и зарубежные компании. В частности, «НП Логістик», «ПОСТ ФІНАНС» и «Нова Пошта Інтернешнл». Клиентами группы является как бизнес, так и частные лица.
«Новая почта» обеспечивает доставку для физических лиц и предприятий; «НП Логістик» предоставляет услуги фулфилмента: хранение товара на складах, комплектацию и отправку заказов получателю; небанковское финансовое учреждение «ПОСТ ФІНАНС» предоставляет возможность денежных переводов и операций с электронными деньгами. Международную партнерскую сеть для экспресс-доставки развивает «Нова Пошта Інтернешнл».

## Награды
В 2018 году американское издание Inc. включило компанию «Новая почта» под номером 1428 в рейтинг топ-5000 европейских компаний, демонстрирующих самый быстрый темп развития.
В том же году изданием «Киев Пост» компания включена в список 25 лучших украинских ИТ-стартапов, технологических фирм, интернет-магазинов.

## Атаки в ходевторжения России в Украину
Вечером 21 октября 2023 года российские войска нанесли ракетный удар по терминалу «Новой почты» в Харьковской области. Погибло 6 человек, ранено 16.
Вечером 1 мая 2024 года ВС РФ нанесли удар баллистическими ракетами по сортировочному депо и отделению «Новой почты» в Одессе. В ходе атаки ранено 14 человек, среди работников почты никто не пострадал.
Днём 30 июня 2024 года ВС РФ сбросили авиабомбу на терминал «Новой почты» в Харькове. При обстреле Харькова погиб 1 человек, пострадало 9.